# Corcorax melanorhamphos
Corcorax melanorhamphos là một loài chim trong họ Corcoracidae.

## Hình ảnh

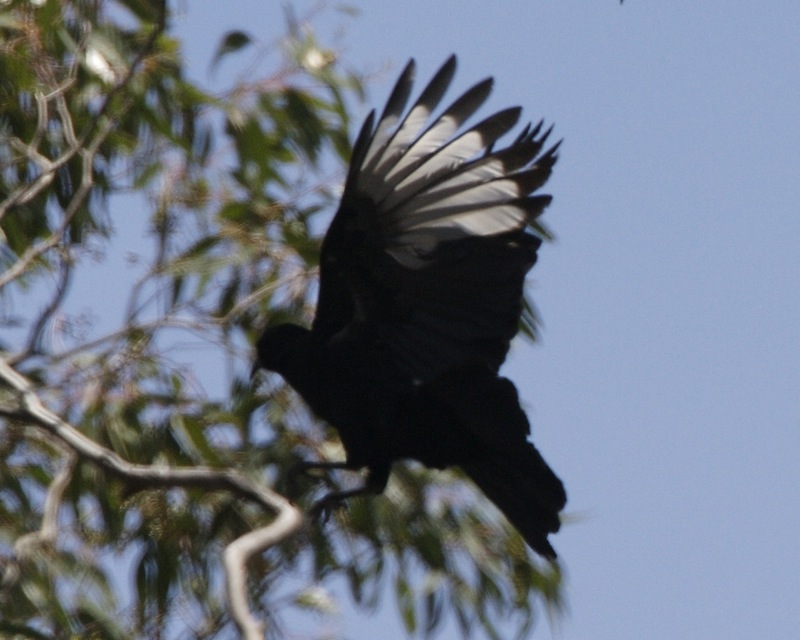
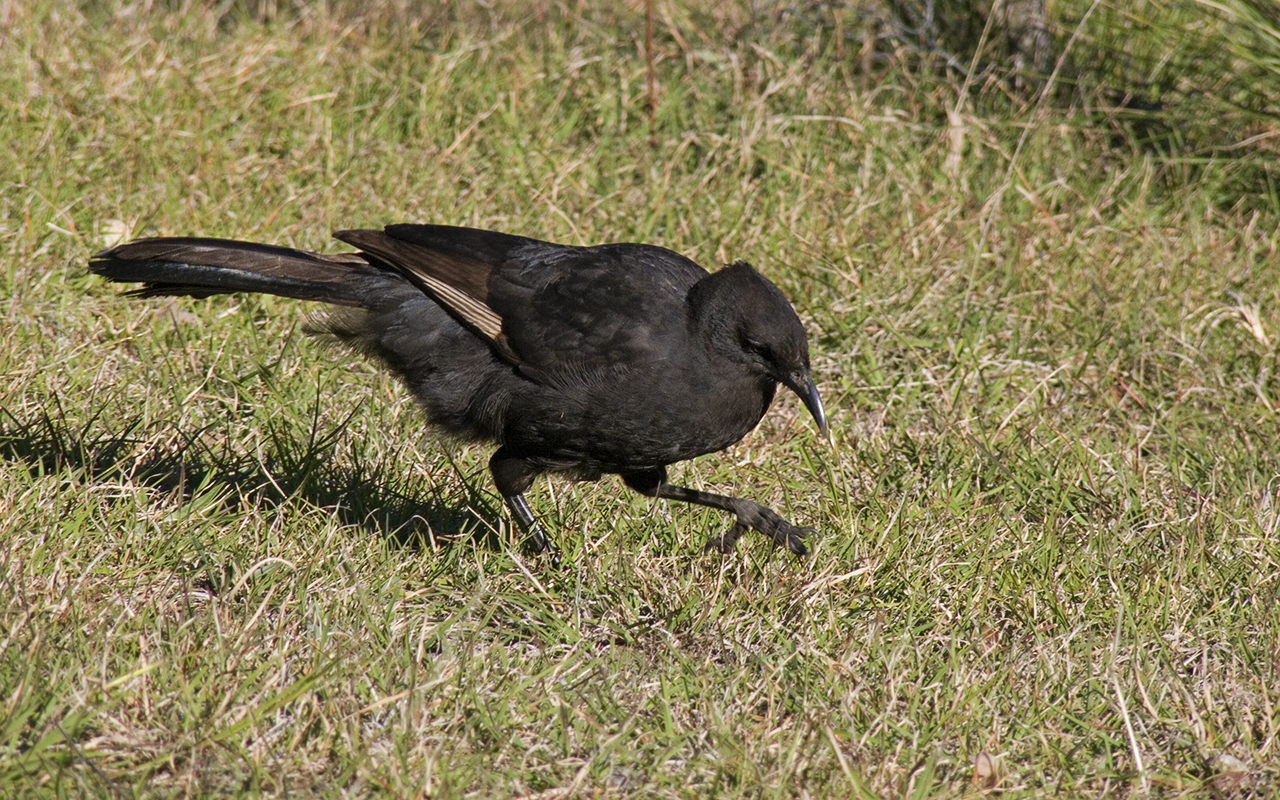
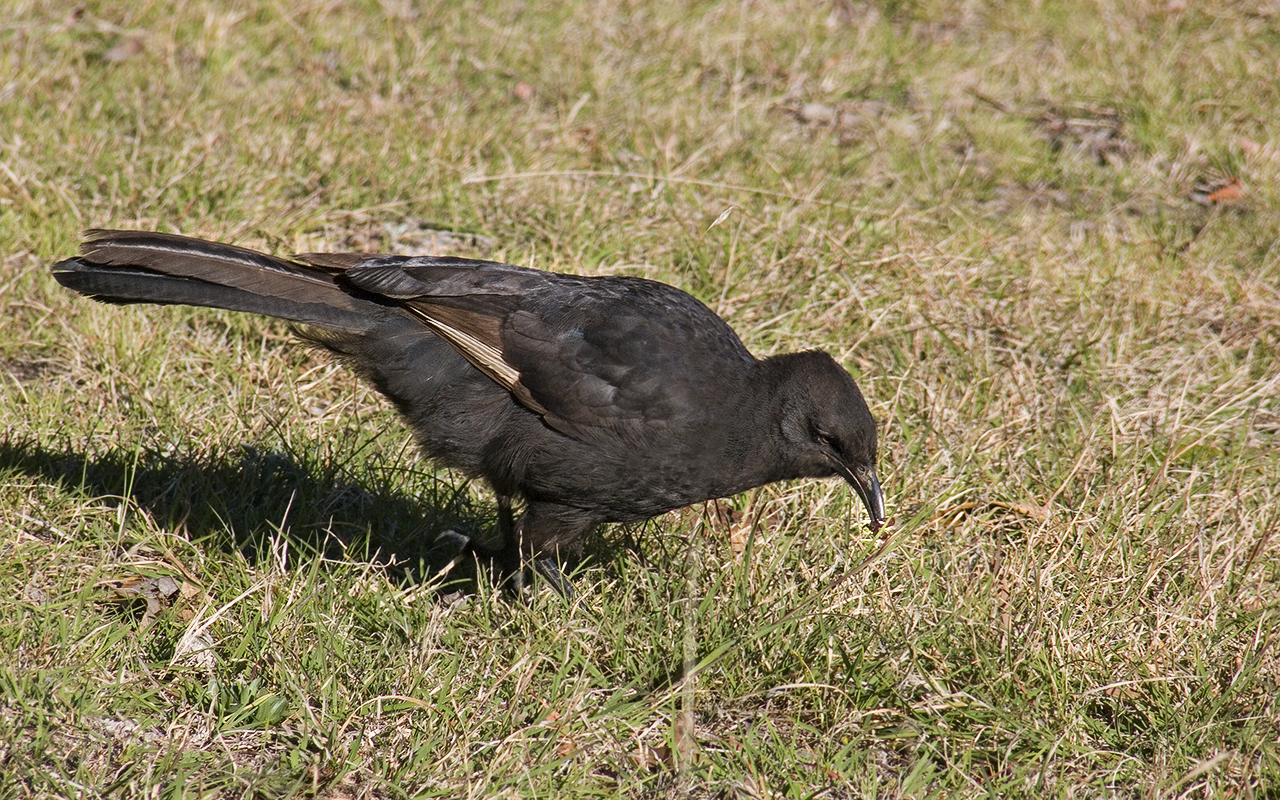
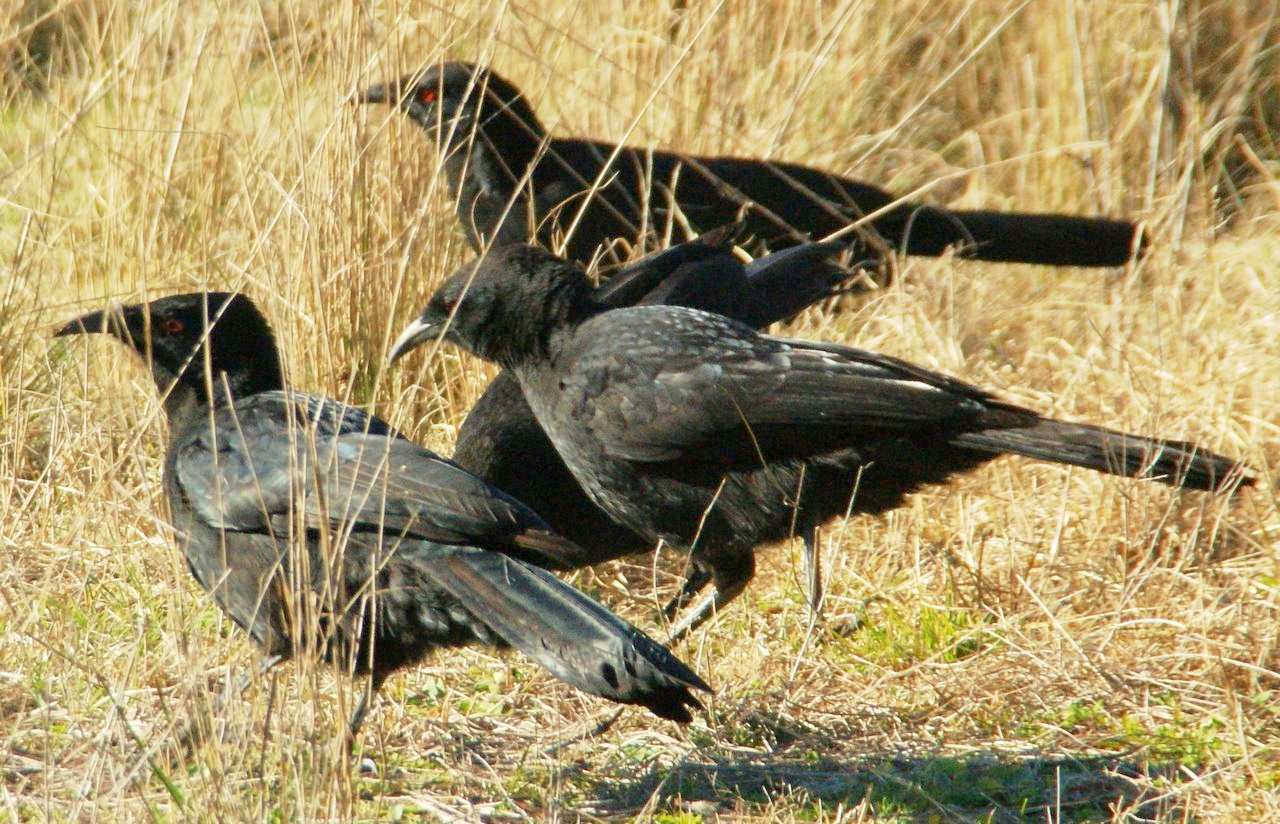
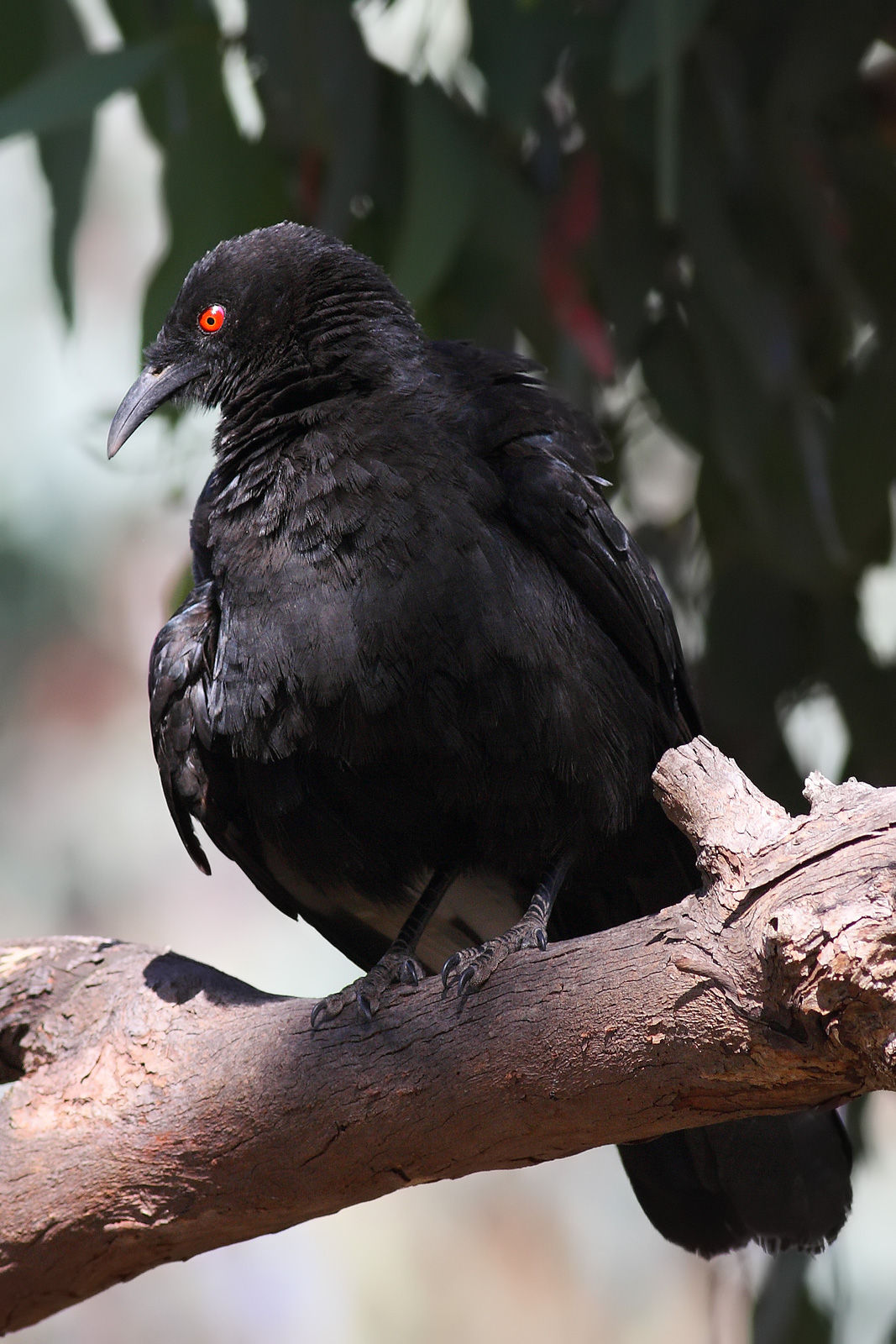